# Liceo Augustin-Thierry
El liceo internacional Robert Badinter (en francés: lycée international Robert-Badinter o cité scolaire Robert-Badinter) es una escuela pública francesa de secundaria y enseñanza superior ubicada en la ciudad de Blois, en la región Centro-Val de Loira. 
Heredero del colegio real fundado por Enrique III en 1587, el liceo recibió el nombre de uno de sus alumnos más famosos, el historiador Augustin Thierry, en 1874. Desde 1945-1946, el liceo se sitúa en un parque de 14 hectáreas ubicado en el número 13 de la avenida de Châteaudun. En 2025, el liceo cambió de nombre y adoptó él del antiguo ministro de justicia Robert Badinter.
Una parte de sus edificios (vinculados a un antiguo priorato y a una mansión burguesa del siglo XIX) está inscrita en el Inventario general del patrimonio cultural francés desde 1992.·
Desde 2013, el liceo Augustin-Thierry posee una sección franco-española (bachibac) y organiza intercambios con el instituto Manuel-de-Cabanyes de Villanueva y Geltrú, en Cataluña.